# Stade Wobi Bobo-Dioulasso
Le Stade Wobi de Bobo-Dioulasso, également connu sous le nom de Stade Wobi est un stade multi-usage situé à Bobo-Dioulasso. Inauguré le 7 janvier 1952, il est principalement utilisé pour des matchs de football et sert de stade d'accueil à l'Union Sportive du Foyer de la Régie Abidjan-Niger. D'une capacité de 10 000 spectateurs, le Stade Wobi est le premier grand stade construit dans la ville de Bobo.

## Historique
Inauguré le 7 janvier 1952 sous la période coloniale française, grâce aux dits efforts de Bachirou Niang, à l’époque président du district de Bobo-Dioulasso de 1950 à 1953. Le stade Wobi est le premier grand stade de Bobo-Dioulasso. Il est construit à une époque où le football commençait à se développer dans la région. L'inauguration se déroule lors d'une grande foire et a accueilli son premier match international en 1952, en Coupe d'AOF où le Racing Club de Bobo affrontait le Richelieu de Bamako. Avec le temps, le stade a perdu en notoriété à la suite de la construction d'un nouveau stade, baptisé du nom du deuxième président du Burkina, Général Aboubacar Sangoulé Lamizana, en prévision de la Coupe d'Afrique des Nations (CAN) 1998.

## Structure et utilisation
Il est situé à proximité de l'hôpital CSPS de Hamdalaye et de la salle de cinéma Ciné Sanyon. Le Stade Wobi est conçu pour accueillir jusqu'à 10 000 spectateurs. Il est principalement utilisé pour les matchs de football, mais il peut également accueillir des événements culturels tels que des concerts et des manifestations publiques.

### Tarifs de location
Les tarifs de location du stade sont revus lors de la première session ordinaire de la délégation spéciale qui se tient les 26, 27 et 28 mars 2024. Pour les concerts d'artistes nationaux, le nouveau tarif est de 300 000 FCFA par jour. Pour les concerts d'artistes internationaux, le prix passe à 600 000 FCFA par jour. Pour les réunions politiques, le coût est de 1 000 000 FCFA. Et, pour les manifestations religieuses, le tarif est de 800 000 FCFA . Ces nouveaux tarifs entreront en vigueur le 1er janvier 2025. Avant ce changement, la location du stade Wobi coûtait 250 000 FCFA par jour.

## Réhabilitation
Le 17 janvier 2023, le plateau omnisports du Stade Wobi a été inauguré après une rénovation. Ce projet est réalisé grâce à un partenariat entre IAMGOLD Essakane SA, la commune de Bobo-Dioulasso, et la fondation GIANTS OF AFRICA. Les travaux ont coûté 130 millions de FCFA et ont permis la création de nouveaux terrains de basketball, de volley-ball et de handball, rénovés aux normes internationales. Cette réhabilitation vise à encourager la pratique sportive parmi les jeunes et à diversifier les activités offertes dans la région,,,.

## Événements majeurs
Le Stade Wobi a accueilli le premier match international en Coupe d'AOF en 1952 et un meeting politique le 12 avril 2014, qui a rassemblé des partisans de la création d'un Sénat et de la modification de l'article 37 de la Constitution. L'événement a attiré un public nombreux, dont des personnalités politiques comme l’ex Première Dame du Burkina Faso, Chantal Compaoré, qui participe à la mobilisation pour un référendum.

## Polémiques
Un projet d'éclairage, attribué à l'entreprise 3E NATOBE SARL en 2017, n'est pas achevé malgré un décaissement de plus de 118 millions FCFA depuis 2019. La Fédération Burkinabè de Football exprime des préoccupations quant au non-respect des engagements de l'entreprise. Une attente qui dure depuis plus de [Quand ?]5 ans.